# Bouvron (Loire-Atlantique)
Bouvron é uma comuna francesa na região administrativa do País do Loire, no departamento de Loire-Atlantique. Estende-se por uma área de 47.63 km². Em 2010 a comuna tinha 3 137 habitantes (densidade: 65,9 hab./km²).